# Marcos Konder
Marcos Konder (Itajaí, 5 de janeiro de 1882 — Blumenau, 5 de julho de 1962) foi um industrial, escritor e político brasileiro.

## Biografia
Filho de Marcos Konder e Adelaide Flores Konder. Era irmão de Arno Konder, Adolfo Konder e Vítor Konder, e pai de Gustavo Adolpho Konder, Alexandre Marcos Konder, Victor Márcio Konder e Valério Konder. Seus dois sobrinhos Jorge Konder Bornhausen e Antônio Carlos Konder Reis também foram expoentes na política. Da mesma família, destacam-se os netos, intelectuais e professores, Leandro Konder, Rodolfo Konder e Fábio Konder Comparato.
Foi superintendente municipal (prefeito) interino de Itajaí em 1904 e superintendente efetivo de 1915 a 1930.
Foi deputado à Assembleia Legislativa de Santa Catarina na 8ª legislatura (1913 — 1915), na 9ª legislatura (1916 — 1918), na 10ª legislatura (1919 — 1921), na 12ª legislatura (1925 — 1927), na 13ª legislatura (1928 — 1930).
Foi deputado na 1ª legislatura (1935 — 1937).

## Academias de Letras
Foi fundador da cadeira 8 na Academia Catarinense de Letras, da qual é patrono Eduardo Duarte e Silva.
É patrono da cadeira 3 da Academia Itajaiense de Letras.

## Obras
- Lauro Müller - A Pequena Pátria. Florianópolis : Fundação Catarinense de Cultura, 1982.